# Pavel Beneš (grafik)
Pavel Beneš (* 15. července 1960 Praha) je český typograf, grafický designér, ilustrátor, karikaturista a pedagog. Kvůli výšce své postavy (201 cm) býval nazýván největším českým grafikem.

## Vzdělání
Po základní devítileté škole Podbělohorská a Plzeňská vystudoval Střední uměleckoprůmyslovou školu v Praze na Žižkově (1974–1979), obor Propagace (prof. Václav Bláha, Vladimír Bauer, Emil Duras), a pokračoval na Vysoké škole uměleckoprůmyslové v Praze (1979–1985) v Ateliéru knižní kultury a písma (prof. Milan Hegar, Přemysl Rolčík, odb. as. Otakar Karlas).

## Grafika a publicistika
Po „vojně“ v AUS nastoupil na profesionální dráhu grafika na volné noze. Od té doby graficky upravil nebo ilustroval stovky knih, zejména pro nakladatelství Albatros a Kalich, a letteringem přispěl k vydání desítek kultovních komiksů. Věnuje se i malbě a litografii, exlibris a kamenorytině, litografické technice, které se v Evropě nikdo jiný už nevěnuje.

V letech 1990–1993 byl pod vedením Aleše Najbrta a společně s Pavlem Lvem a Ivanou Menšíkovou spoluzakladatelem časopisu Reflex. V letech 1994–1997 byl art-directorem časopisu Story (šéfredaktorka Halina Pawlowská). V roce 1997 nastoupil jako senior art-director do reklamní agentury BBK Time, z níž přešel v roce 2001 do agentury Leonardo. V prvním pololetí roku 2005 byl art-directorem v časopise Epocha.

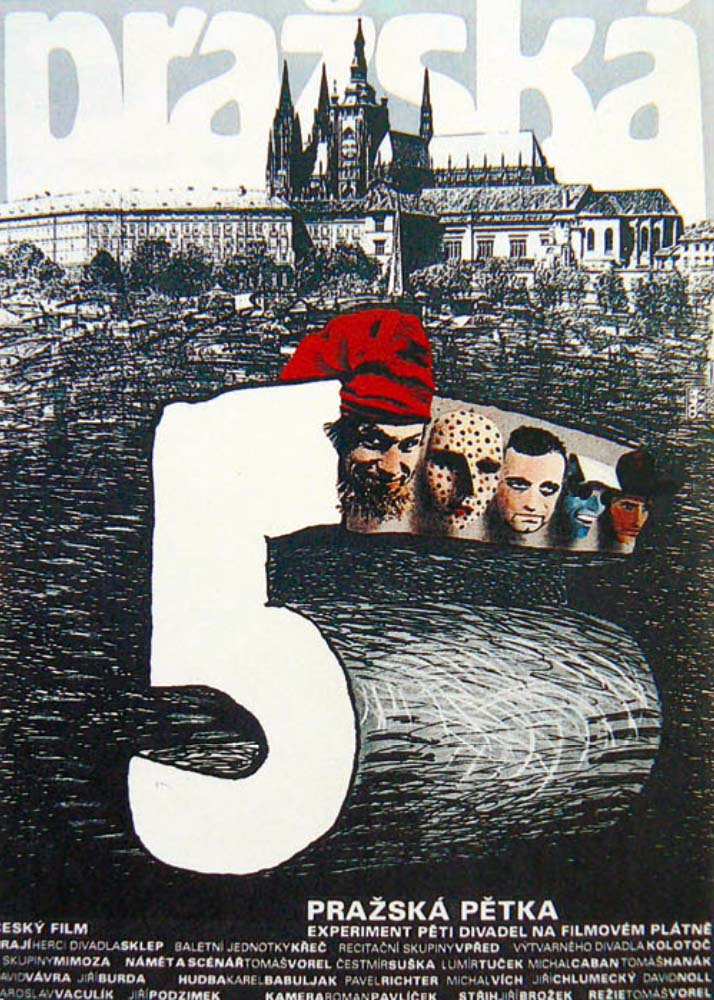
Plakát k filmu Pražská 5 (1988)

V letech 1997–2007 byl členem TypoDesignClubu, od roku 1999 je členem Sdružení Bienále Brno, spolku profesionálních grafiků, založeného zakladatelem Brněnského bienále grafiky Janem Rajlichem st.
Je autorem prvního loga Home Credit a loga hudební skupiny Tři sestry, když v roce 1990 pro tuto skupinu navrhl obal jejich desky Alkáč je největší kocour a logo v podobě kosočtverce se třemi čárkami. V roce 2014 zadal svým studentům jako semestrální práci koncertní protézu nohy pro frontmana kapely Lou Fanánka Hagena.
V letech 2014–2018 byl karikaturistou Hospodářských novin, v letech 2021–2022 kreslil karikatury pro Týdeník Forum, a karikatuře se nadále průběžně věnuje formou kreseb na objednávku.
Benešova kniha Odzadu, která je souborem jeho textů (fejetonů, úvah, sloupků a reflexí) doplněných výřezy z jeho prací (hlavně plakátů), byla v roce 2012 nominována na cenu Czech Grand Design, umístila se na 5. místě. V roce 2020 vydal knihu Labradosti, reflektující formou lapidární kresby události, legendy, názory a činy dobrých a slušných lidí, tvářících se jako labradoři. Druhý díl Labradostí vyšel v roce 2023.
Od roku 1995 spolupracuje s charitativní organizací Pomocné tlapky, o.p.s., pro něž vytváří veškerou grafiku. 
Od roku 2019 je donátorem neziskové organizace Namaste Care a v roce 2020 se finančně podílel na vzniku filmu Sny o létajících kočkách o Petru Sísovi.

## Pedagogická činnost
Ve školním roce 2004/2005 externě učil na Střední škole reklamní tvorby Michael. V letech 2005–2020 vedl na Fakultě umění a designu Univerzity Jana Evangelisty Purkyně v Ústí nad Labem ateliér Vizuální design. Od roku 2016 vede na FAMU pravidelný workshop o filmové typografii.

## Divadelní činnost
Od roku 1984 do roku 1988 byl členem Divadelního spolku Vikýř, známého zejména pořádáním Divadelních poutí, především v Praze na Střeleckém ostrově, kde v roli Umělce v hladovění seděl v kleci a z hladu kreslil karikatury návštěvníků představení.
Od roku 1986 je členem Pražské pětky, v jejímž rámci vystupoval např. v tanečním triu Tros Viperos Negros na premiéře Vorlova filmu Pražská 5 (1988), k němuž dělal i plakát.

## Publikační činnost
- 1983 – Molekuly – sbírka poezie (reprint 2010 v nákladu 50 signovaných kusů)
- 2010 – Odzadu, ISBN 978-80-7414-409-7
- 2011 – Poesialita, ISBN 978-80-7414-544-5
- 2020 – Labradosti, ISBN 978-80-270-7971-1
- 2023 - Labradosti 2, ISBN 978-80-11-03146-6

## Výstavy
- 1983–2015 – Účast na desítkách kolektivních výstav

- 1984 – Klub v Řeznické, samostatná výstava plakátů
- 1989 – Benešoviny 1, Delta, samostatná výstava
- 1991 – Benešoviny 2, Barrandov, samostatná výstava (s první ženou Danielou Benešovou)
- 2009 – Conejvíc – samostatná výstava v Altánu Klamovka
- 2009 – Conejmíň – samostatná výstava v Paláci Dunaj, Praha
- 2009 – Brnění – samostatná výstava v HaDivadle, Brno
- 2018 – Fialová Beneš – Želeč u Tábora (společně s akad. mal. Ivou Fialovou)
- 2020 – Labradosti – Galerie J. Jíry, Malá Skála
- 2023 – Labradosti není dosti – KC Měšice
- 2023 – Labrazárna – KD Mlejn, Praha-Stodůlky

## Grafické zpracování výstav
- 2006 – Lovci mamutů – Výstava v Národním muzeu, grafické řešení expozice, kresby pro tapetáž, textové a obrazové panely, fotoscany, plakát a leaflet, sada pozvánek; reklamní kampaň včetně sady outdoorů, banner, včetně copywriteringu; katalog, sada pohlednic a další merchandising (arch. Miloslav Čejka).
- 2007 – Stopy lidí – výstava v Národním muzeu; grafické řešení expozice, kresby a lidské stopy pro tapetáž, textové a obrazové panely, fotoscany, maskot pan Stopka, pozvánka; katalog 32 stran, omalovánky, merchandising, banner (arch. Daniel Dvořák).
- 2007 – Česká loutka – výstava ze sbírek Národního muzea v Tchaj-wanu; architektonické řešení expozice, kresby pro expozici.
- 2008 – Portae Vitae Josefa Hlávky – výstava Národního muzea v Praze v Lobkovickém paláci, grafické řešení expozice, textové a obrazové panely, corporate identity, plakáty (výstava byla vzápětí realizována ve Vídni ve Státní opeře; arch. Petr Kolínský).
- 2009 – Český granát – výstava Národního muzea v ruském Sankt Petěrburgu; grafika expozice, plakát, pozvánky.
- 2010 – Staré pověsti české – výstava v Národním muzeu; grafické řešení expozice, realizace tapetáže, orientačního systému, všech textových panelů a fotoscanů, banner (arch. Miloslav Čejka).
- 2011 – Muzeum Krkonoš – zásadní rekonstrukce Muzea Krkonoš včetně kompletní grafiky expozice a reklamních aktivit. Projekt byl během realizace pozastaven z finančních důvodů (libreto Pavel Štingl, arch. Roman Koucký a Šárka Malá)
- 2013 – Hornictví – grafická spolupráce na expozici v Národním technickém muzeu (Daniela Danielová, arch. Karel Lapka).
- 2014 – Smrt kmotřička – výstava v Českém muzeu hudby; grafické řešení expozice, tapetáže, paneláže, katalogu (arch. Miloslav Čejka).
- 2015 – Smrtelné slasti – výstava v Národním muzeu; grafické řešení expozice, tapetáže, paneláže, katalogu (arch. Miloslav Čejka).
- 2015 – Staré pověsti české – adaptace původní výstavy z Národního muzea v Městském muzeu Ústí nad Labem; grafické řešení expozice (arch. Miloslav Čejka).
- 2015 - Centrum stavitelského dědictví v Plasích – grafické řešení expozice Národního technického muzea v budově klášterního pivovaru (spolu se ženou Danielou Danielovou; arch. Tomáš Bílek).
- 2016 – Když císař umírá – výstava v Českém muzeu hudby; grafické řešení celé expozice a katalogu (arch. Tomáš Bílek).
- 2017 – Světlo a život – výstava v Národním muzeu; grafické řešení expozice, tapetáže, paneláže, katalogu (arch. Hynek Fetterle).
- 2018 – Památník zapadlých vlastenců – expozice v Pasekách nad Jizerou; grafické řešení expozice, tapetáže, paneláže (arch. Miloslav Čejka).
- 2019 – 90 – výstava k 90. narozeninám maminky v pražském Hollaru; grafika, propagace, kurátor výstavy.
- 2019 – Komunikace 89 – výstava v rámci oslav 30 let svobody, Praha – Letná; grafické řešení expozice, tapetáže, paneláže (libreto Pavel Štingl, arch. Pavel Morávek).
- 2020 – My pluli dál a dál… – první společná výstava Daniely (*1929) a Karla (*1932) Benešových a jejich životních přátel Aleny Antonové (*1930) a Petra Šturmy (1930–1995); koncepce výstavy, výběr prací (spolupráce Karel Scherzer), grafika a propagace výstavy v Nové síni v Praze.
- 2020 – Vlašský dvůr – expozice dějin mincovnictví v Kutné Hoře; grafické řešení expozice (arch. Petr Kolínský).
- 2022 – Obrazy – výstava malíře Tomáše Plesla v Lázních Liberec (arch. Hynek Fetterle).